# Islands Brygge
Pour l’article homonyme, voir Islands Brygge (métro de Copenhague).
Islands Brygge est un quartier de Copenhague, au Danemark, situé au Nord de l'île d'Amager, juste au sud du centre-ville de Copenhague. 

## Présentation
Le quartier d'Islands Brygge a commencé à être réalisé vers 1880 avec l'aménagement du vaste terre-plein gagné sur la grève et la plage et en prolongement du port de Copenhague. Ce territoire était déjà au XVIIe siècle une zone militaire avec une série de bastions allant de Christianshavn à Amager au sud et constituant une partie des remparts de Copenhague.
Islands Brygge s'étend sur 1 kilomètre le long d'un quai portuaire destiné à la navigation de loisirs et de tourisme. Le quartier comptait 12 147 habitants, lors du recensement de la population de 2009. Le quartier compte également de nombreuses sociétés industrielles et commerciales.
La station du métro de Copenhague, Islands Brygge Station, dessert ce quartier depuis le 19 octobre 2002.